# Pechvogel
Pechvogel oder auch Unglücksrabe ist eine umgangssprachliche Bezeichnung für einen Menschen, der ein Missgeschick oder immer wieder Missgeschicke erleidet.
Die Bezeichnung Pechvogel leitet sich von der mittelalterlichen Vogeljagd ab. Damals wurden Vögel mit Leimruten gefangen, an denen die Tiere kleben blieben. Die mit Vogelleim bestrichenen Ruten wurden auch „Pechruten“ genannt. So wurde der gefangene „Pechvogel“ zum Symbol für jemanden, dem das Schicksal übel mitspielt.